# Eduard Friedrich Eversmann
Alexander Eduard Friedrich Eversmann (Wehringhausen, Westfalen 23 januari 1794 - Kazan, 14 april 1860) was een bioloog en ontdekkingsreiziger. 
Eversmann werd geboren in Westfalen en studeerde aan de universiteiten van Marburg, Halle, Berlijn en Dorpat. Hij behaalde zijn diploma Wijsbegeerte en de vrije Wetenschappen in Halle in 1814, en in Dorpat studeerde hij af als doctor in de geneeskunde en chirurgie in 1817. In de drie jaar daarna reisde hij in de zuidelijke Oeral, voor het verzamelen van monsters die hij opstuurde naar Martin Hinrich Carl Lichtenstein aan de universiteit van Berlijn. 
Eversmann had gepland om voor een lange tijd naar Centraal-Azië te reizen om planten en dieren te verzamelen. Hij had zich verdiept in de talen, gewoonten en religie van de islamitische bevolking van het gebied. In 1820 begon hij zijn reis naar Buchara, vermomd als een koopman. Een reis die hij beschreef in: Reise Orenburg nach Buchara (1823). In 1825 reisde hij met een militaire expeditie naar Khiva. In 1828 werd hij benoemd tot hoogleraar in de zoölogie en plantkunde aan de Staatsuniversiteit van Kazan. In de dertig jaar daarna schreef hij talrijke publicaties en hij wordt beschouwd als de pionier van het onderzoek naar de flora en fauna van de zuidoostelijke  
steppen van Rusland, tussen de Wolga en de Oeral.

## Taxa
Zijn naam wordt herdacht in een aantal taxa, vogels, zoals Eversmanns roodstaart, vlinders, Parnassius eversmanni en bijvoorbeeld de Engelse naam voor Actebia fennica, Eversmann's Rustic. Verder zijn er nog Calosoma eversmanni (een loopkever soort), de steppebunzing (Mustela eversmannii), een dansvlieg (Empis eversmanni) , een bladwesp (Dolerus eversmanni) en bijvoorbeeld de Oosterse holenduif (Columba eversmanni) en de Eversmanndwerghamster (Allocricetulus eversmanni).
In het wetenschappelijke veld van herpetologie is hij vooral bekend om het beschrijven van twee nieuwe soorten hagedissen, de Weidehagedis Darevskia praticola en Darevskia Saxicola. 
De standaard auteur afkorting Eversm. wordt gebruikt om hem aan te duiden als auteur bij het citeren van een botanische naam. 
- Author citation (botany): Eversm.
- Gemeinsame Normdatei: 116612126
- International Standard Name Identifier: 0000 0000 3933 1131
- Library of Congress Control Number: n87138483
- Nationale Bibliotheek van Israël: 987012659369605171
- Nederlandse Thesaurus van Auteursnamen: 14886077X
- Système universitaire de documentation: 158620054
- Virtual International Authority File: 69686735
- WorldCat: E39PBJrGxGkqb6wTtHvdBwHDMP